# Illégal (film)
Pour les articles homonymes, voir Illégal.
Pour plus de détails, voir Fiche technique et Distribution.
Illégal est un film belgo-franco-luxembourgeois réalisé par Olivier Masset-Depasse et sorti en 2010.

## Synopsis
Pour un article plus général, voir Immigration illégale.
Tania et son fils de treize ans, Ivan, sont des immigrés clandestins russes vivant en Belgique. Arrêtée et placée en centre de détention, Tania va faire son possible pour protéger son fils malgré les menaces d'expulsions.
Elle refuse de révéler son identité, dans l'espoir d'être libérée après cinq mois de détention. Ivan demeure chez Zina, l'amie biélorusse de Tania. Devant les menaces d'expulsion de plus en plus précises, Tania se fait passer pour Zina et demande l'asile politique, en tant que citoyenne biélorusse. Elle est surprise d'apprendre que Zina a auparavant déjà demandé l'asile politique en Pologne et doit donc être expulsée pour ce pays. Tania est embarquée de force dans un avion en partance pour la Pologne, mais, à la suite de sa rébellion, les passagers protestent et le commandant de bord refuse qu'elle soit embarquée. Sur le chemin de retour vers le centre fermé, elle est tabassée par les policiers et est admise à l'hôpital, d'où elle parvient à s'enfuir et retrouve enfin son fils Ivan.

## Fiche technique
- Titre : Illégal
- Réalisation : Olivier Masset-Depasse
- Scénario : Olivier Masset-Depasse
- Production : Jacques-Henri Bronckart, Olivier Bronckart, Nicolas Steil
- Musique originale : André Dziezuk, Marc Mergen
- Photographie : Tommaso Fiorilli
- Montage : Damien Keyeux
- Décors :
- Costumes :
- Durée : 90 minutes
- Pays de production :  Belgique,  France et  Luxembourg
- Langue : français
- Format : couleur
- Date de sortie :
  - France : 13 octobre 2010

## Distribution
- Anne Coesens : Tania
- Alexandre Golntcharov : Ivan à 14 ans (Gontcharov d'après IMDB)
- Frederik Haùgness : Maître Massard
- Christelle Cornil : Lieve
- Fanny Roy
- Marcos Adamantiadis : policier transfert d'Aïssa vers l'aéroport
- Milo Masset-Depasse : Ivan 6 ans
- Natalia Belokonskaya : Olga
- Olga Zhdanova : Zina
- Tomasz Bialkowski : Monsieur Nowak
- Denis Dupont : Dimitri
- Moktar Belletreche : le bel homme du bus
- David Leclercq : agent de police arrestation 1
- Gregory Loffredo : agent de police arrestation 2
- Christophe Vincent : policier empreinte
- Olivier Funcken : Gardien admission
- Angelo Dello Spedale : Agent sécurité
- Fabienne Mainguet : Carole
- Akemi Letelier : Eva
- Olga Moiseeva : la bimbo russe
- Esse Lawson : Aïssa
- Seloua M'Hamdi : femme algérienne
- Laurent Van Wetter : l'inspecteur de l'Office des étrangers
- Gilles Soeder : Agent sécurité combi
- Albert Jeunehomme : Agent sécurité combi
- Patrick Vo : Gardien parking souterrain
- Muriel Bersy : Infirmière
- Valérie Bodson : assistante sociale
- Pascal Garnier : chauffeur combi aéroport 1
- Jack Kelly : Policier transfert Aïssa aéroport
- Eric Larcin : Policier transfert Tania aéroport
- Xavier Van Hoorick : Policier transfert Tania aéroport
- Catherine Grosjean : Policière fouille aéroport 1
- Raphaëlle Bruneau : Psychologue aéroport 1
- Geoffrey Boissy : Policier cameraman aéroport 1
- Frédéric Frenay : Policier transfert Tania aéroport 2
- Olivier Schneider : Policier transfert Tania aéroport 2
- Guillaume Verstraete : Policier transfert Tania aéroport 2
- Renaud Dewit : Policier cameraman aéroport 2
- Igor Stepanov : Passager avion 1
- Nora König : Passagère avion
- Fabrice Boutique : Passager avion 2
- Patrice Van Stalle : Commandant de bord
- François de Brigode : Journaliste JT2
- Tanguy Dumortier : Voix off JT (voix)

## Lieux de tournage
- Parc d'activités économiques de Hermalle-sous-Huy

## Distinctions
- Le film a reçu le « Valois du meilleur film » au Festival du film francophone d'Angoulême de 2010 et le Prix du public mondial, parrainé par TV5 Monde, lors de la cérémonie de remise des prix Lumières à Paris, en 2011.
- Festival international du film francophone de Namur 2010 : Bayard d'Or de la meilleure comédienne pour Anne Coesens
- Illégal a obtenu deux prix aux Magritte du cinéma 2011 :
  - Meilleure actrice pour Anne Coesens
  - Meilleure actrice dans un second rôle pour Christelle Cornil
- Prix Humanum 2010 de l'UPCB / UBFP - Union de la presse cinématographique belge